# Via del Parlagio
Via del Parlagio (nota fino al 2012 come via del Parlascio) è una strada del centro storico di Firenze, posta tra via Vinegia e Borgo dei Greci, con un'intersezione con via del Corno.

## Storia

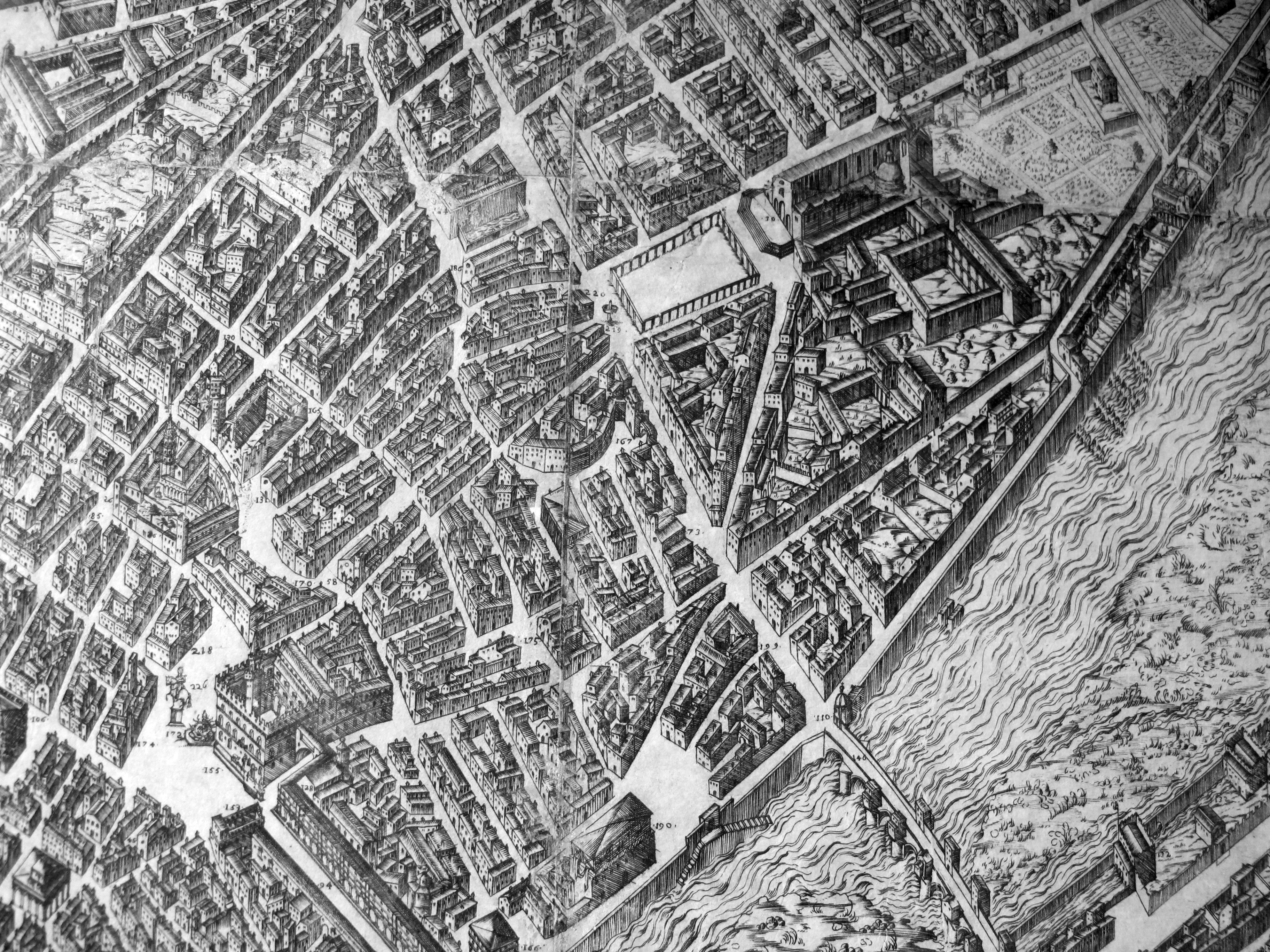
La zona dell'anfiteatro nella pianta del Buonsignori (1594), prima della costruzione del complesso di San Firenze

Il nome di "via del Parlascio" apparteneva anticamente a un tratto di via dell'Anguillara e doveva trattarsi di una declinazione in volgare della parola latina perilasium (a sua volta dal greco antico περιελάσον/perieláson, "spazio circolare") con riferimento all'anfiteatro romano, che la strada attraversa. Tale nome si trova ad esempio in un documento del 1070 ("Perilasium Maius").
Il passaggio del nome a questa strada è tuttavia relativamente moderno. In antico nella strada esistevano molte case delle famiglie Mancini e Magalotti che, come ricorda un'iscrizione in Borgo dei Greci, vennero cedute per far nascere il complesso di San Firenze dei Filippini. La strada allora, che arrivava originariamente fino a via Ghibellina, venne divisa in due tronconi: uno maggiore che corrisponde a via dell'Acqua e uno minore che corrisponde a questa strada. Il primo nome attestato per questo tratto è "via che va in Vinegia", col riferimento all'accesso a via Vinegia, poi come "via delle Serve smarrite". Su questo curioso nome si è molto speculato se fosse legato a una specie di "agenzia di collocamento" per le giovani ragazze che provenivano dal contado per prendere servizio in qualche famiglia fiorentina, o se fosse un'allusione alla prostituzione. Nessuna ipotesi è tuttavia documentabile con esattezza.
Uno straordinario documento che fotografa la varia umanità che popolava questa via e quelle vicine nei primi decenni del Novecento ci è stato lasciato dallo scrittore Vasco Pratolini (che qui visse da giovane assieme a sua nonna) nel romanzo Cronache di poveri amanti (1947).
Nel 2012 l'amministrazione Renzi ha rinominato ufficialmente la strada in via del Parlagio: parlagio è infatti una parola attestata nel medioevo come luogo dove si "parla", dove si tengono cioè le assemblee, che pure si adatterebbe a un uso altomedievale dell'anfiteatro. Parlascio sarebbe stato un errore di grafia perpetrato verso il 1880.

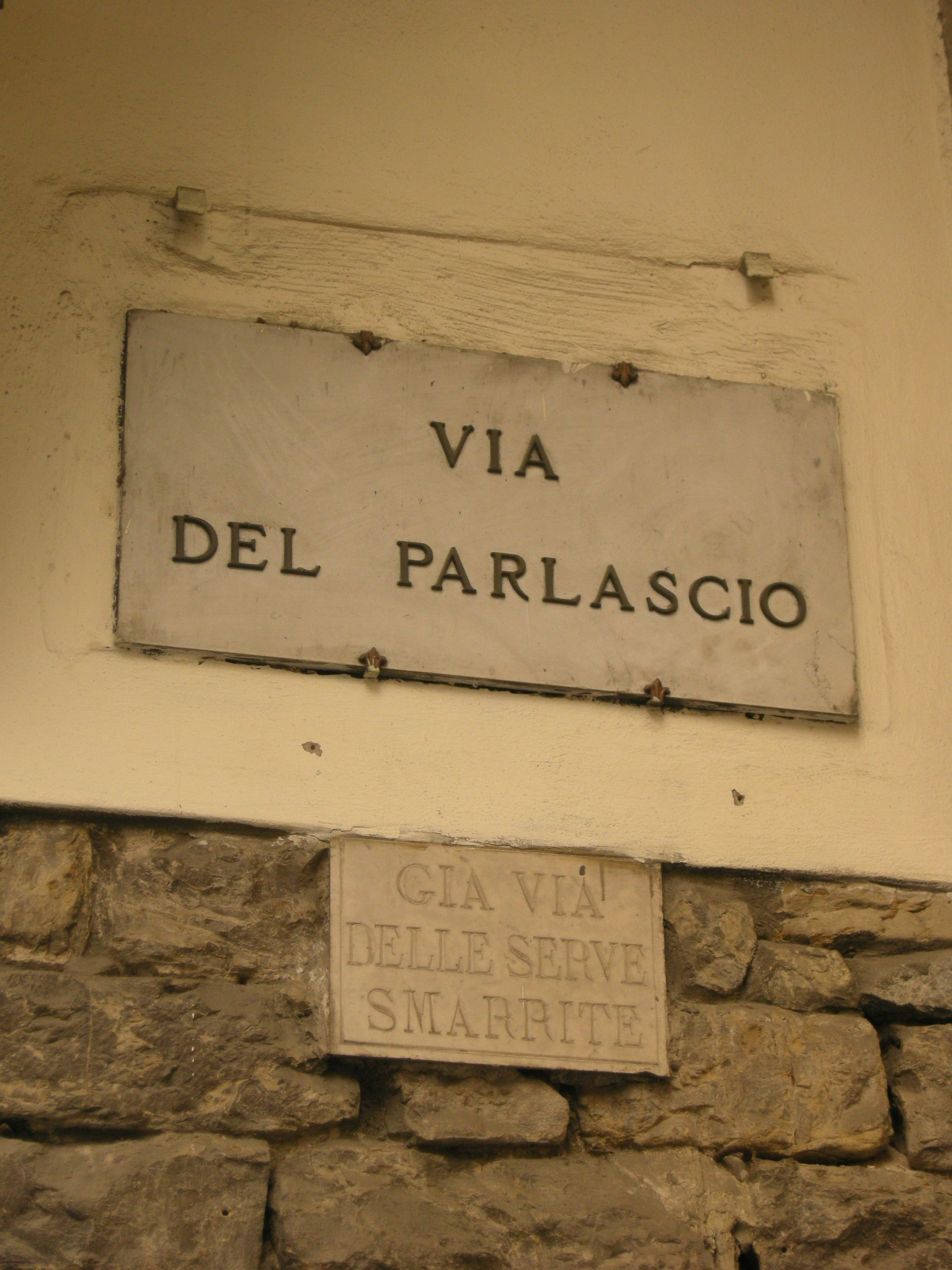
La targa col nome della strada prima del 2012

## Descrizione

### Edifici
| Immagine | N°   | Nome               | Descrizione |
| -------- | ---- | ------------------ | --- |
|          | s.n. | Casa               | L'edificio con ingresso principale in via del Corno 1, a tre piani organizzati su cinque assi, appare nelle misurate linee del prospetto cinquecentesco in un prezioso documento conservato presso l'Archivio di Stato di Firenze e reso noto da Gian Luigi Maffei, redatto nel 1771 in occasione dell'allivellamento dello stesso al signor Antonio Agresti. Le dettagliate piante dei vari piani mostrano l'organizzazione degli spazi interni, con stalle e rimesse organizzate attorno alla corte al piano terreno, le camere e i salotti ai piani superiori, le cucine dislocate su ogni piano a rispondere alle diverse esigenze stagionali. Oggi l'edificio, di grande estensione e con volumi mossi e articolati su via del Parlascio e via Vinegia, si presenta con il fronte principale su via del Corno dal disegno sufficientemente anonimo, assunto a seguito di un completo rifacimento ottocentesco. |
|          | s.n. | Casa               | La casa determina la cantonata tra via del Corno, dove è l'ingresso, e via del Parlascio. A quattro piani, nata probabilmente dall'accorpamento di più antiche unità, non presenta segni architettonicamente caratterizzanti: fatta eccezione per la cornice in pietra di modi seicenteschi che segna il portoncino e le brevi listre che segnano i davanzali delle finestre non sembra vi sia niente da annotare. Fu tuttavia questa la casa dove, in un piccolo appartamento ammobiliato all'ultimo piano, il giovane Vasco Pratolini si trasferì con la nonna dopo lo sfratto avuto nel 1926 dalla casa natale di via dei Magazzini 1. Nel 2013 è stata qui posta una lapide a memoria dello scrittore, su iniziativa del Comune di Firenze. |
|          | s.n. | Casa dei Magalotti | Posta sull'angolo borgo dei Greci, la casa mostra gli esiti di un intervento di restauro degli anni settanta, che ha messo in luce i resti di una costruzione trecentesca che è riconducibile a una torre dei Magalotti. In effetti, come ricorda una lapide poco lontano (in Borgo dei Greci), qui si trovavano proprietà di questa e della famiglia Mancini, atterrate per fare posto alla grande fabbrica dei Filippini che estende il proprio fronte su piazza San Firenze. Notevoli gli sporti su mensole (in parte in pietra in parte in legno) che danno su via del Parlascio, creando un articolato sistema di volumi. |

### Tabernacoli

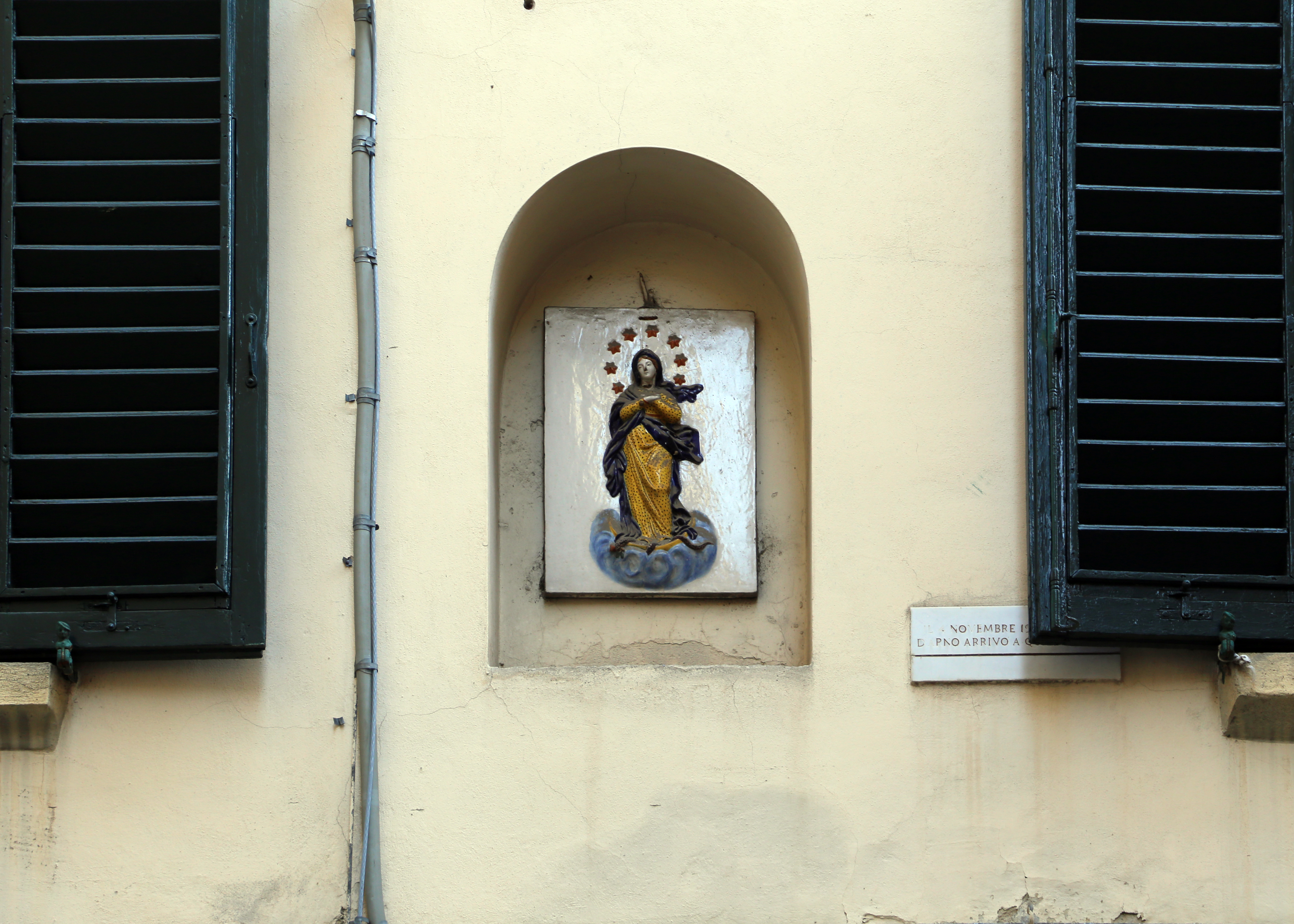
Il tabernacolo

Sulla casa al numero 6. proprio davanti a via del Corno, si trova una casa con un tabernacolo a nicchia, in cui si trova una Immacolata Concezione a bassorilievo in maiolica, prodotta dalla Manifattura Ginori nel XIX secolo, secondo il repertorio di Guarnieri. Vicino alla nicchia, che si trova a metà del primo piano, si trova la targa con il livello delle acque reggiunto dall'alluvione del 1966.